# Johann Krull
Johann Krull (* 20. Februar 1610 in Halle (Saale); † 21. November 1688 ebenda) war  ein deutscher Jurist und Gesandter des Erzstifts Magdeburg bei den Verhandlungen, die 1648 zum Westfälischen Frieden führten.

## Leben
Johann Krull absolvierte an der Universität Leipzig (1628), der Martin-Luther-Universität Halle-Wittenberg (1629) und der Friedrich-Schiller-Universität Jena (1633) ein Studium der Rechtswissenschaften und erhielt 1639 das Lizensiat beider Rechte und 1648 den Titel Doktor beider Rechte.
1640 wurde er Domsyndikus und Offizial in Magdeburg. Von 1645 an war er zusammen mit Konrad von Einsiedel Gesandter bei den Friedensverhandlungen in Münster, die 1648 mit dem Westfälischen Frieden ihren Abschluss fanden.
1649 wurde er bischöflicher Hofrat und Justizrat.
Zusammen mit Gebhard von Alvesleben war er 1649/1650 Vertreter Magdeburgs beim Nürnberger Exekutionstag. Dieser diente zur Klärung von Fragen, die durch den Frieden in Münster und Osnabrück offen geblieben waren.
Krull war 1653 Gesandter Magdeburgs zum Reichstag in Regensburg und zum Regensburger Reichstag 1654, wo er auch Sachsen-Weimar und Sachsen-Coburg vertrat.
Von 1659 bis 1668 war er Magdeburger Kanzler.
Am 26. Oktober 1640 hatte er Juliane Struwe (1621–1679, Tochter des Rechtsgelehrten Berthold Struwe und der Anna Margaretha Brunne) geheiratet. Mit ihr hatte er die Kinder Johann Georg (1642, Jurist, Ratsherr), Friedrich Wilhelm (1644), August (* 1664; † 1664), Levin Christian und Sophia Katharina (oo Christian Wildvogel).
Krull wurde in der Domkirche zu Halle bestattet.